# Раймунд Фрідріх Кайндль
Ра́ймунд Фрі́дріх Ка́йндль (нім. Raimund Friedrich Kaindl; 31 серпня 1866, Чернівці — 14 березня 1930, Грац) — австрійський історик, визначний буковинознавець, етнограф, фольклорист, педагог, громадський діяч, професор і ректор Чернівецького університету. Дійсний член НТШ. Є автором близько 300 наукових праць з буковинської тематики.

## Життєпис

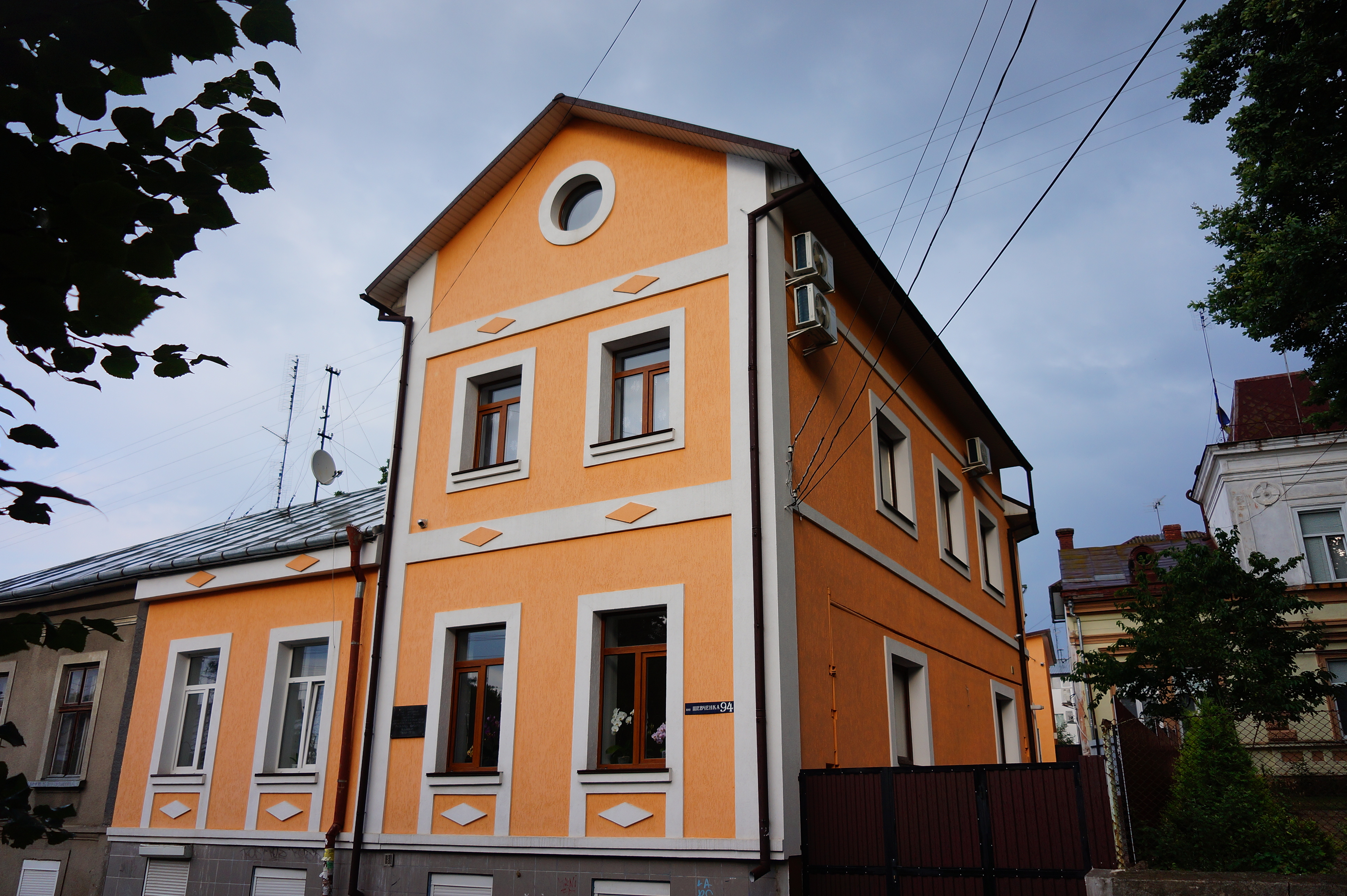
Будинок по вулиці Шевченка, 94 (колишня Новий Світ, 58), в якому жив Р. Ф. Кайндль.

Раймунд Фрідріх Кайндль походив із родини німецького колоніста. Його дід Йозеф, пекар, перебрався з Долішньої Австрії до Снятина, де в 1820 році народився Антон Кайндль, батько історика. Здобувши освіту на вчительських курсах, Антон Кайндль працював учителем малювання у Чернівецькій головній школі, а згодом в учительській семінарії. Як людина різнобічних і практичних здібностей, він займався і підприємництвом, збудував власний млин і заснував кахлеву «фабрику». Мати, Ернестіна з Вінклерів, походила із збіднілого дворянського роду з Франкфурта-на-Майні. Ця обставина вплинула на майбутнього історика, який, будучи австрійцем по батьку і німцем по матері, почував себе з юних літ уособленням єдності німців Австрії та Німеччини.
В домі Кайндлів працювала служниця — старенька гуцулка. Вона розповідала дітям старовинні казки, легенди і перекази, привіваючи любов до місцевого фольклору та мелодійної української мови. Щойно навчившись писати, Раймунд Фрідріх почав записувати почуті казки та легенди. Змалку він полюбляв оглядати цікаві споруди та місця, пов'язані з минулим краю. Все це привівало зацікавлення історією, етнографією і фольклором Буковини.
Навчався у Першій цісарсько-королівській державній гімназії в Чернівцях, яку з відзнакою закінчив 22 червня 1885 року. Згідно відомостей класного журналу гімназії учнів 8-го класу за 1884/1885 навчальний рік Раймунд Кайндль, уродженець Чернівців, римо-католицького віровизнання, звільнений від оплати за навчання на підставі рішення Крайової шкільної ради Буковини від 11 квітня 1878 Ч.423, щодо майбутньої професії не визначився, серед навчальних предметів найвищих результатів здобув у релігієзнавстві, німецькій мові та філософській пропедевтиці.
У жовтні 1885 року Кайндль вступив до філософського факультету Чернівецького університету, де 8 семестрів поспіль слухав лекції з історії, географії та германістики. Влітку 1891 року закінчив навчання в університеті, здавши іспити на вчителя історії та географії середньої школи. Після цього він пропрацював один навчальний рік як стажист у Чернівецькій вищій гімназії, а з осені 1892 року розпочав педагогічну діяльність, як суплент (тобто молодший учитель) у Чернівецькій православній вищій реальній школі. Ще в червні цього ж року Р. Ф. Кайндль склав іспит на вчителя німецької мови.
Водночас молодий науковець здобував і вчені ступені. 3 грудня 1891 року він захистив докторську (промоційну) роботу на тему «До страждання мученика Альберта» (нім. Zur Passio Adalperti Martiris) й отримав ступінь доктора філософії. Його науковим керівником був професор Йоган Лозерт (1846—1936). Серед інших університетських вчителів Кайндля, які мали вплив на його подальшу дослідницьку діяльність, потрібно назвати професора австрійської історії Ф. Ціглауера фон Блюменталя (1829—1906). Останній, безсумнівно, вплинув на вибір ним теми габілітаційної роботи — «Набуття Буковини Австрією».
Отримавши державну і крайову стипендії для продовження фахового навчання, Р. Ф. Кайндль взяв відпустку і записався позаштатним слухачем XIX-го курсу Інституту австрійських історичних досліджень у Відні, який свого часу закінчили його вчителі та й інші провідні історики Австрії. Перебуваючи в столиці, він працював над написанням докторської (габілітаційної) дисертації, яку захистив 15 липня 1893 року в Чернівецькому університеті.
Незабаром відбулися зміни і в особистому житті Раймунда Фрідріха. Під час етнографічних експедицій долиною Черемошу він познайомився з донькою службовця лісозаготівельної фірми в Устеріках Людмилою Кіслінгер, яка допомагала йому збирати етнографічний матеріал. Спільна дослідницька робота зблизила молодих людей, і 16 листопада 1893 року вони повінчалися у Кутах. Її батько прожив серед гуцулів 25 років і повідомив Кайндлю багато цікавої інформації про їхній побут і звичаї, а Людмила — про їжу, ткацтво й вишивку.
Наприкінці 1893 р. (на титулі 1894 р.) побачила світ фундаментальна праця Кайндля «Гуцули: їхнє життя, звичаї та народні перекази», — результат багаторічних етнографічних експедицій дослідника в Карпатські гори.
Тоді ж Р. Ф. Кайндль поновився на посаді суплента вищої реальної школи, в якій працював до 31 травня 1896 р. (фактично — до кінця червня). Там він викладав історію та німецьку мову, а також був класним керівником.
Крім виконання обов'язкової навчальної програми, Р. Ф. Кайндль проводив з дітьми пішохідні краєзнавчі екскурсії по місту й околицях, оглядаючи історичні місця та привіваючи дітям інтерес і любов до рідного краю.
26 травня 1896 р. міністерство освіти та культів призначило Р. Ф. Кайндля головним учителем (професором) Чернівецької учительської семінарії, де він працював до початку 1901 року. Завдяки тому, що професор Ф. Ціглауер фон Блюменталь вийшов на пенсію, на його місце було призначено Кайндля. 8 березня того року газета «Буковина» повідомила, що «др. Раймунд Кайндль, звісний зі своїх численних етнографічних праць про буковинських русинів, зістав надзвичайним професором австрійської історії при Чернівецькому університеті».
Наприкінці 1880-х та у 1890-х роках брав участь в етнографічних, а також археологічних експедиціях Буковиною та сусідніми регіонами.
У 1910—1911 рр., він став деканом, а в грудні 1912 р. — ректором Чернівецького університету Франца-Йосифа. Вступаючи на цю посаду, професор Р. Ф. Кайндль виголосив інавгурацій ну промову на тему «Історія і народознавство», у якій виклав свої провідні думки в галузі теоретичного народознавства. Між іншим, незадовго перед тим він запровадив спецкурси і практичні заняття з народознавства на філософському факультеті Чернівецького університету.
Зважаючи на те, що Р. Ф. Кайндль був чудовим знавцем історичних джерел, міністр внутрішніх справ Австрії призначив його 29 червня 1913 р. консерватором архівної ради Буковини строком на 5 років. Тобто, вчений очолив крайовий архів, створений ще 1907 року на чолі з професором кафедри історії Східної Європи В. Мильковичем.
Поряд із роботою як учителя, викладача і лектора в галузі австрійської історії вчений віддавав багато сил і часу буковинському краєзнавству, етнографії та фольклористиці. Вже на ранньому етапі наукової діяльності Р. Ф. Кайндль був дуже плідним автором, який майже щорічно видавав монографії й активно публікував численні статті та повідомлення в австрійських, німецьких, львівських і чернівецьких часописах. Частина його праць добре ілюстрована фотографіями і малюнками, оскільки вчений освоїв мистецтво фотографування й мав хист до малювання. В далеких мандрівках по Гуцульщині і Закарпаттю важкий фотографічний апарат з триногою був його незмінним супутником.
Крім досліджень у галузі історії, етнографії та фольклористики, вчений вивчав археологічні пам'ятки Буковини і став піонером у проведенні розкопок середньовічних українських старожитностей краю, зокрема літописного давньоруського міста Василева на Дністрі.
З іншого боку, Р. Ф. Кайндль цікавився новітньою українською літературою, особливо творчістю Ю. Федьковича. Він знайшов і опублікував 6 невідомих листів письменника з передмовою та ґрунтовними коментарями. Саме цей внесок в українське літературознавство дав привід до обрання Кайндля 1899 р. дійсним членом Історично-філософічної секції НТШ. Те, що єдиний чернівецький вчений неукраїнського походження, став дійсним членом НТШ, свідчить про визнання його заслуг українською науковою громадськістю.
Р. Ф. Кайндль добре знав українську мову та її діалекти. У спілкуванні з людьми дослідник був простим, відкритим та ввічливим. Із сердечністю і любов'ю він писав про життя українських селян й досить об'єктивно висвітлював їхнє становище.
Водночас Р. Ф. Кайндль був активним діячем німецької громади краю. Він відстоював ідею єднання та культурного розвитку німецького населення Карпатського регіону, поважаючи при цьому такі ж права інших народів. Кайндль брав діяльну участь у створенні Товариства християнських німців на Буковині, яке постало 2 квітня 1897 році. У 1899 році він очолив одну із важливих ділянок роботи товариства — створення мережі книгарень на основі головної книгарні Чернівців Він організовував книжкові виставки бібліотечний каталог, публічні бібліотеки та інше.
У березні 1911 р. Р. Ф. Кайндль очолив Товариство християнських німців, що дало новий імпульс до його активного розвитку. Новий голова звернув велику увагу на розширення зв'язків товариства, тому за його головування товариство активно співпрацювало з іншими культурними союзами: німецьким шкільним товариством, товариством німців за кордоном та іншими.
Завдяки професору Кайндлю народилась ідея з'їзду в Чернівцях німців усього Карпатського регіону, яка була гаряче підтримана німецькою громадськістю. Перший з'їзд відбувся 30 червня — 4 липня 1911 року і мав дуже широкий резонанс серед німців краю. Головою цього форуму був професор Р. Ф. Кайндль. За заслуги в галузі історії та етнографії німців, науковій та громадській діяльності його було обрано головою відділу колонізації та міграції Фундації німецького народознавства в Готі, дипломованим членом Товариства ім. Коменського в Берліні тощо.
1914 рік приніс суттєві зміни у життя Р. Ф. Кайндля, як і в життя всього краю. Після початку Першої світової війни, коли у вересні 1914 року Буковину зайняла російська армія, він будучи проректором Чернівецького університету Кайндль організував допомогу для німців-біженців. Через декілька тижнів Кайндль зрозумів, що йому загрожує депортація до Росії, тому він виїхав до Румунського королівства, яке тоді ще дотримувалося нейтралітету, а звідти вже дістався до Відня. Там Р. Ф. Кайндль майже рік займався наданням допомоги біженцям з Карпатського регіону. На початку зимового семестру 1915/1916 років професора Кайндля запросили очолити кафедру історії Австрії Ґрацького університету, що в Штаєрмарку. Там вчений працював аж до смерті 14 березня 1930 року, яка настала внаслідок серцевого нападу у Вальтендорфі під Ґрацом. Похований на цвинтарі св. Леонарда міста Грац. Незадовго до смерті професор Кайндль написав розділ про німецькомовне письменство Буковини до ґрунтовної «Історії німецько-австрійської літератури», в якому підкреслив самобутність і оригінальність німецькомовної творчості Ю. Федьковича.

## «Історія Чернівців від найдавніших часів до сьогодення»
До ювілею міста у видавництві Генріха Пардіні вийшла книга «Історія Чернівців з найдавніших часів до сьогодення, присвячена 60-літньому ювілею Його Величності Цісаря Франца Йосипа, та в пам'ять про першу документальну згадку про місто Чернівці», написана німецькою мовою. На її видання магістратом було виділено 1800 корон.
Праця була схвалена критиками та науковцями, зокрема, Мироном Кордубою. Книга створена на основі писемних, у тому числі рукописних джерел; проілюстрована старими фотографіями та гравюрами. До сьогодні вважається найбільш повною за обсягом зібраного матеріалу про Чернівці.
У 2005 році видавництво «Зелена Буковина» перевидало книгу на 2-х мовах: німецький оригінальний текст та український переклад.

## Вшанування пам'яті
9 жовтня 1994 р. на стіні родинного будинку Кайндлів на вул. Т. Шевченка відкрито пам'ятну дошку на честь видатного вченого.
А у жовтні наступного року з нагоди 120-річчя Чернівецького університету ім'я Раймунда Фрідріха Кайндля було викарбувано на мармуровій стелі серед переліку ректорів, встановленій у вестибюлі його головного корпусу.
Чернівецька міська рада на сесії 30 червня перейменувала вулицю Челюскінців на честь історика Раймунда Фрідріха Кайндля.
У Німеччині існує наукове товариство, яке носить ім'я Кайндля.
У м. Аугсбург видається журнал «Кайндль-Архів».